# Piotr Brygierski
Piotr Brygierski (kol. 1630 – 21. ledna 1718) byl polský malíř.
Byl ovlivněn malíři italského baroka; maloval zejména obrazy s náboženskou tematikou. Od 70. let 17. století působil v Těšíně, kde i zemřel. Jeho syn Ludvík Antonín Brygierski byl rovněž malířem.